# Mangave
Mangave (ou Mangafe) est une localité du Cameroun située dans le département du Mayo-Sava et la Région de l'Extrême-Nord, à proximité de la frontière avec le Nigeria. Elle fait partie de l'arrondissement de Tokombéré et du canton de Makilingaye. 

## Population
Lors du recensement de 2005, 1 972 personnes y ont été dénombrées.